# Baksov
Baksov je priimek več oseb:
- Aleksej Ivanovič Baksov, sovjetski general
- Nikolaj Viktorovič Baksov, ruski tenor